# 深尾成質
深尾 成質（ふかお なりただ、1841年（天保12年） - 没年不詳）は、江戸時代末期の土佐藩家老。勤王派上士。迅衝隊(初代)総督。武市瑞山の上士昇格に尽力した人物。高知藩軍務局大幹事、第八十国立銀行取締役。藩政期は「深尾丹波」と呼ばれ、維新後は「深尾丹吉郎」と改めた。

## 来歴

### 生い立ち
天保12年(1841年)、土佐藩上士・深尾北家当主・深尾成烈(内匠)の長男として生れる。諱は「成質」、通称は「丹波」。本姓は菅原氏。屋敷は高知城下の郭中にあった。のち土佐藩執政となる山内隼人(深尾茂延)は実弟。
安政2年(1855年)、15歳(満14歳)の時、父・深尾成烈が死去。跡式相続して、近習家老、奉行職などを歴任した。
文久2年4月8日(1862年5月6日)、吉田東洋が暗殺されると、武市瑞山の上士への昇格に積極的に関与する。成質は土佐藩内の上士勤王派に属し、かつ乾退助の上司の立場にあったが、温厚な性格から過激な言動を謹んだため、乾退助のように失脚、復職を繰り返すことはなかった。

### 土佐勤王党の獄
文久3年(1863年)1月25日、入京した山内容堂は、土佐勤王党の平井収二郎、間崎哲馬、弘瀬健太らが青蓮院宮から令旨を賜り、これを楯にして国元にいる先々代藩主・山内豊資(藩主・山内豊範の実父)に働きかけて藩政改革を断行しようとしている事を知り「僭越の沙汰である」と激怒。両名を罵倒して罷免した上で土佐での蟄居を命じた。さらに3月、容堂が土佐へ帰国すると、直ちに吉田東洋暗殺の下手人捜索を指示して、土佐勤王党に同情的な大監察・小南五郎右衛門、国老・深尾鼎を解任し、大監察・平井善之丞も辞職を余儀なくされた。その後、平井収二郎、間崎哲馬、弘瀬健太は入牢。6月7日に死罪が決定し、翌8日に三人は切腹。尊攘派の情勢が急激に悪化する中、9月21日、武市瑞山ら土佐勤王党幹部も逮捕命令が出され、瑞山は城下帯屋町の南会所（藩の政庁）に投獄された。取調べの際、上士である瑞山は結審に至るまで拷問される事はなかったが、武市瑞山の上士への昇格に便宜を図ったとして深尾成質へも罪科が及ぶ危険性が高まったが、結局乾退助が身代わりとなって罪を被り大監察(大目付)を辞し、さらに元治2年3月27日(1865年4月22日)、先の在職中「郷士の上士昇格の件に関し不念の儀」があったとして乾退助が謹慎を命ぜられた。この時期、成質が大坂の土佐稲荷神社に奉納した灯籠が現存する。

### 戊辰戦争
慶応3年5月21日(1867年6月23日)、在京の中岡慎太郎の仲介により、薩摩の小松帯刀、西郷吉之助らと乾退助が薩土討幕の密約を結び、翌年1月3日(1868年1月27日)、鳥羽伏見で戦闘が始まると、山内容堂は在京の土佐藩兵に「此度の戦闘は薩摩・長州と会津・桑名の私闘であると解するゆえ、何分の沙汰ある迄は、此度の戦闘に手出しすることを厳禁す」と告ぐが、伏見の警固にあたっていた山田清廉、吉松速之助、山地元治、北村重頼、二川元助らの諸隊は藩命を俟たず、薩土討幕の密約に基づき戦闘に参加し、合戦の火蓋が切られた。谷干城は、下横目・森脇唯一郎を伴って京を出立。早馬で国許・土佐に戻り、伏見合戦の一報を知らせると、大政奉還に断固反対して失脚していた乾退助は、即日、失脚を解かれて藩の大隊司令に復職。慶応4年1月(1868年)、迅衝隊が編成されると、深尾成質がその総督に任ぜられた。時に成質は年齢28歳(満27歳)。 1月13日（1868年2月6日）大隊司令・乾退助と土佐藩兵600余を率い、京を目差して出陣。この上洛の途中、高松藩征討の勅命が迅衝隊に下る。
さらに、錦旗を拝受し官軍として進軍。幕領の川之江、および高松を不戦降伏させた。その後、成質は四国に残留して後事を乾退助に一任。乾退助は、藩兵(迅衝隊)を率いて、上洛を果し、山内容堂ならびに在京の土佐藩幹部を説いて、ついにこれを勤王派になさしめ、一藩勤皇に統一し、迅衝隊を伏見参戦者を含めて隊を再編成。この時、乾退助が総督(第2代)兼大隊司令に就任し、2月14日、東征の途次についた。そのため、成質は迅衝隊の総督でありながら、一切実戦経験を積む事が無く、降伏した城に駐留するのみであった。

### 明治維新後
維新後は、高知藩軍務局大幹事となる。
明治2年10月22日、「丹波」の名が官職（受領名）にあたるため、これを忌避して「丹吉郎」と改めた。明治11年（1878年）10月28日、高知県土佐郡下知村農人町11番邸において、第八十国立銀行設立に伴い、同行取締役に就任。

## 補註
1. 1 2  『明治初年の革姓と革名』橋田庫欣著（所収『土佐史談』第153号、昭和55年（1980年））
2. 1 2  『御侍中先祖書系圖牒』旧山内侯爵家蔵
3. 1 2 3  『全国版幕末維新人物事典』歴史群像編集部編
4. ↑  「勤役中、御侍中御加増取調之儀に付、不愈之儀有之。(中略)然に右等念入可取扱筈之處、件之次第依之、今廿七日慎被仰置候」(『御侍中先祖書系圖牒(「乾退助」項)』土佐藩編纂)
5. ↑  「慶應紀元歳次乙丑六月祥日・菅原成質」と刻まれており1865年の奉納と分かる。
6. ↑  『板垣退助君戊辰戦略』上田仙吉編、明治15年刊（一般社団法人板垣退助先生顕彰会再編復刻）
7. ↑  “『板垣精神 : 明治維新百五十年・板垣退助先生薨去百回忌記念』”.   一般社団法人 板垣退助先生顕彰会 (2019年2月11日). 2021年8月13日閲覧。
8. ↑   『迅衝隊出陣展』中岡慎太郎館編、2003年（平成15年）
9. ↑   『四国銀行百年史』四国銀行編、昭和55年（1980年）7月